# XXIII Premis Iris
Els XXIII Premis Iris seran entregats per l'Acadèmia de les Ciències i les Arts de Televisió d'Espanya el 21 de novembre de 2021. Els nominats van ser anunciats el 2 de juliol de 2021 amb la minisèrie Antidisturbios liderant les nominacions amb sis seguida per Hierro i Los favoritos de Midas amb cinc.
La llista de guanyadors es va fer pública a l'octubre de 2021 per María Casado i Jota Abril, al costat de la dels guanyadors de la XII edició, ajornada com consecuendia de la pandèmia de COVID-19.

## Guanyadors i nominats
A continuació s'enumera el llistat de nominats i guanyadors. Els guanyadors en negreta.
| Millor Programa - Aruser@s (La Sexta) - El condensador de fluzo (La 2) - Eso que tú me das (La Sexta) - La Resistencia (#0) - Mask Singer (Antena 3) - First Dates (Cuatro) | Millor Ficció - Antidisturbios (Movistar+) - Hierro (Movistar+) - La Caza. Tramuntana (La 1) - La cocinera de Castamar (Antena 3) - Los favoritos de Midas (Netflix) - Veneno (Atresplayer Premium) |
| Millor Actor - Darío Grandinetti — Hierro com Antonio Díaz Martínez (Movistar+) - Emilio Gutiérrez Caba — Federica Montseny, la mujer que habla com Largo Caballero (TV3, À Punt Mèdia, IB3) - Iván Massagué — Parot com Haro (La 1) - Luis Tosar — Los favoritos de Midas com Víctor Genovés Neira (Netflix) - Raúl Arévalo — Antidisturbios com Diego López Rodero (Movistar+) - Roberto Enríquez — La cocinera de Castamar com Diego de Castamar (Antena 3)                                                                                          | Millor Actriu - Ana Milán — ByAnaMilán com Ella mateixa (Atresplayer Premium) - Candela Peña — Hierro como Jueza Candela Montes (Movistar+) - María Pujalte — Merlí: Sapere aude com María Bolaño (Movistar+) - Megan Montaner — La Caza. Tramuntana com Sara Campos (La 1) - Michelle Jenner — La cocinera de Castamar com Clara Belmonte (Antena 3) - Vicky Luengo — Antidisturbios com Laia Urquijo (Movistar+) |
| Millor Direcció - La Resistencia — David Broncano, Ricardo Castella i Jorge Ponce (#0) - El Desafío: ETA — Hugo Stuven (Amazon Prime) - Hierro — Jorge Coira (Movistar+) - Nevenka — Maribel Maroto (Netflix) - Los favoritos de Midas — Mateo Gil (Netflix) - Antidisturbios — Rodrigo Sorogoyen (Movistar+) | Millor Guió - La Resistencia — Javi Valera, Miguel Campos, Daniel Álvarez, Iggy Rubín, Helena Pozuelo, Luis Fabra, Kako Forns, Charlee Pee, Xavi Daura i Yunez Chaib (#0) - Los favoritos de Midas — Mateo Gil, Miguel Barros, David Muñoz, Arantxa Cuesta (Netflix) - Viaje al centro de la tele — Pedro Santos (La 1) - Hierro — Pepe Coira (Movistar+) - Antidisturbios — Rodrigo Sorogoyen, Isabel Peña i Eduardo Villanueva (Movistar+) - El Intermedio — Yaiza Nuevo, Diego Saucedo, José Alberto González, Raquel Haro, Irene Varela, Iratxe Fernández i Jesús Torres (La Sexta) |
| Millor Informatiu - 120 minutos (Telemadrid) - Antena 3 Noticias 2 (Antena 3) - El Objetivo (La Sexta) - laSexta Noticias (La Sexta) - TD-2 emès des de l'Hospital del Mar de Barcelona (La 1, 24 horas) | Millor Presentador/a de Informativos - Ana Pastor — El objetivo (La Sexta) - Carlos Franganillo — TD-2 (La 1) - Jon Sistiaga — Estados desunidos (#0) - Mónica Carrillo — Noticias Fin de Semana (Antena 3) - Susanna Griso — Espejo Público (Antena 3) - Vicente Vallés — Antena 3 Noticias 2 (Antena 3) |
| Millor Producció - La cocinera de Castamar — Ana Rocha (Antena 3) - La isla de las tentaciones — Ángeles Villamarín (Telecinco) - Antidisturbios — Domingo Corral, Fran Araujo, Sofía Fábregas, Rodrigo Sorogoyen, Eduardo Villanueva i Isabel Peña (Movistar+) - Escenas en Blanco y Negro — Equip de producció de TST (Amazon Prime) - Los favoritos de Midas — Miguel Ángel Faura, Adrián Guerra i Nuria Valls (Netflix) - Mask Singer — Nathalie García, Mario Briongos, Francesco Boserman, Joaquín Suárez, Sonia Cea y Deborah Sánchez (Antena 3) | Millor Realització - Lazos de Sangre — Carlos Guerra (La 1) - El Hormiguero — David Fernández Rivas (Antena 3) - Mask Singer — David Molina, Jorge Sampedro i Jonathan Sánchez (Antena 3) - Diario de un nómada — Miquel Silvestre (La 2) - Mi casa es la tuya — Seli Martínez (Telecinco) - Late Motiv — Taida Martínez (#0) |
| Millor Programa Infantil - Aprendemos en Clan, El debate (Clan) - Efecte Wow (Plataformes digitals del S3 (TV Connectada, APPS, Web, Canal Youtube S3)) - El diario de Bita y Cora (À Punt) - Go!azen (ETB1) - Jaja Show: hora de pringue (Disney Channel) - Rocky Kwaterner (MondoTV France, Monello Productions, Peekaboo Animation, RTVE) | Millor Programa produït a Espanya per un Canal Temàtic - Al- Ándalus, el legado (Canal Historia) - Colgar las alas (#Vamos) - Drag Race (Atresplayer Premium) - Informe Robinson: Good Better Best (#Vamos) - Seprona en acción (DMAX) |
| Millor Presentador/a de Programas - Alfonso Arús — Aruser@s (laSexta) - Arturo Valls — Mask Singer (Antena 3) - Boris Izaguirre — Lazos de Sangre (La 1) - Cristina Pardo — Liarla Pardo (La Sexta) - Mercedes Milá — Scott y Milá (#0) - Roberto Leal — Pasapalabra (Antena 3) | |

## Múltiples nominacions
| Nominacions | Programa                | Canal       |
| ----------- | ----------------------- | ----------- |
| 6           | Antidisturbios          | Movistar+   |
| 5           | Los favoritos de Midas  | Netflix     |
| 4           | Mask Singer             | Antena 3    |
| 4           | La cocinera de Castamar | Antena 3    |
| 3           | La Resistencia          | #0          |
| 3           | Hierro                  | Movistar+   |
| 2           | Aruser@s                | La Sexta    |
| 2           | El objetivo             | La Sexta    |
| 2           | Lazos de Sangre         | La 1 de TVE |
| 2           | La Caza. Tramuntana     | La 1 de TVE |
| 2           | Telediario              | La 1 de TVE |
| 2           | Antena 3 Noticias 2     | Antena 3    |

| Nominacions | Canal               |
| ----------- | ------------------- |
| 14          | Antena 3            |
| 12          | Movistar+           |
| 9           | La Sexta            |
| 8           | La 1                |
| 6           | Netflix             |
| 6           | #0 de Movistar +    |
| 3           | Atresplayer Premium |
| 2           | Amazon Prime        |
| 2           | Telecinco           |
| 2           | La 2                |
| 2           | #Vamos              |